# Steroid
Steroid je organska spojina s štirimi obroči, razporejenimi v določeno molekularno konfiguracijo. Nekaj primerovː lipidni holesterol, spolna hormona estradiol in testosteron ter protivnetno zdravilo deksametazon. Steroidi imajo dve glavni biološki funkciji: nekateri (npr. holesterol) so pomembne komponente celične membrane, ki spremenijo membransko fluidnost, mnogi steroidi pa so signalne molekule, ki vključijo steroidne receptorje.
Steroidni osnovni skelet je sestavljen iz sedemnajstih ogljikovih atomov, povezanih v štiri "kondenzirane" obroče: tri šestčlenske cikloheksanske obroče (obroči A, B in C na prvi sliki) in en petčlenski ciklopentanski obroč (obroč D). Steroidi se med seboj razlikujejo po funkcionalnih skupinah, vezanih na ta štiriobročno jedro, in po oksidacijskem stanju obročev. Steroli so oblika steroidov s hidroksilno skupino na položaju 3 in skeletom, ki izvira iz holestana.:1785f Lahko se razlikujejo tudi bolj izrazito glede na spremembe obročne strukture (npr. cepitve obroča, ki vodijo do sekosteroidov, kot je vitamin D3).
Na stotine steroidov najdemo v rastlinah, živalih in glivah. Vsi steroidi nastajajo v celicah iz lanosterola (pri živalih in glivah) ali cikloartenola (pri rastlinah). Lanosterol in cikloartenol izhajata iz ciklizacije triterpena skvalena.